# Креденца

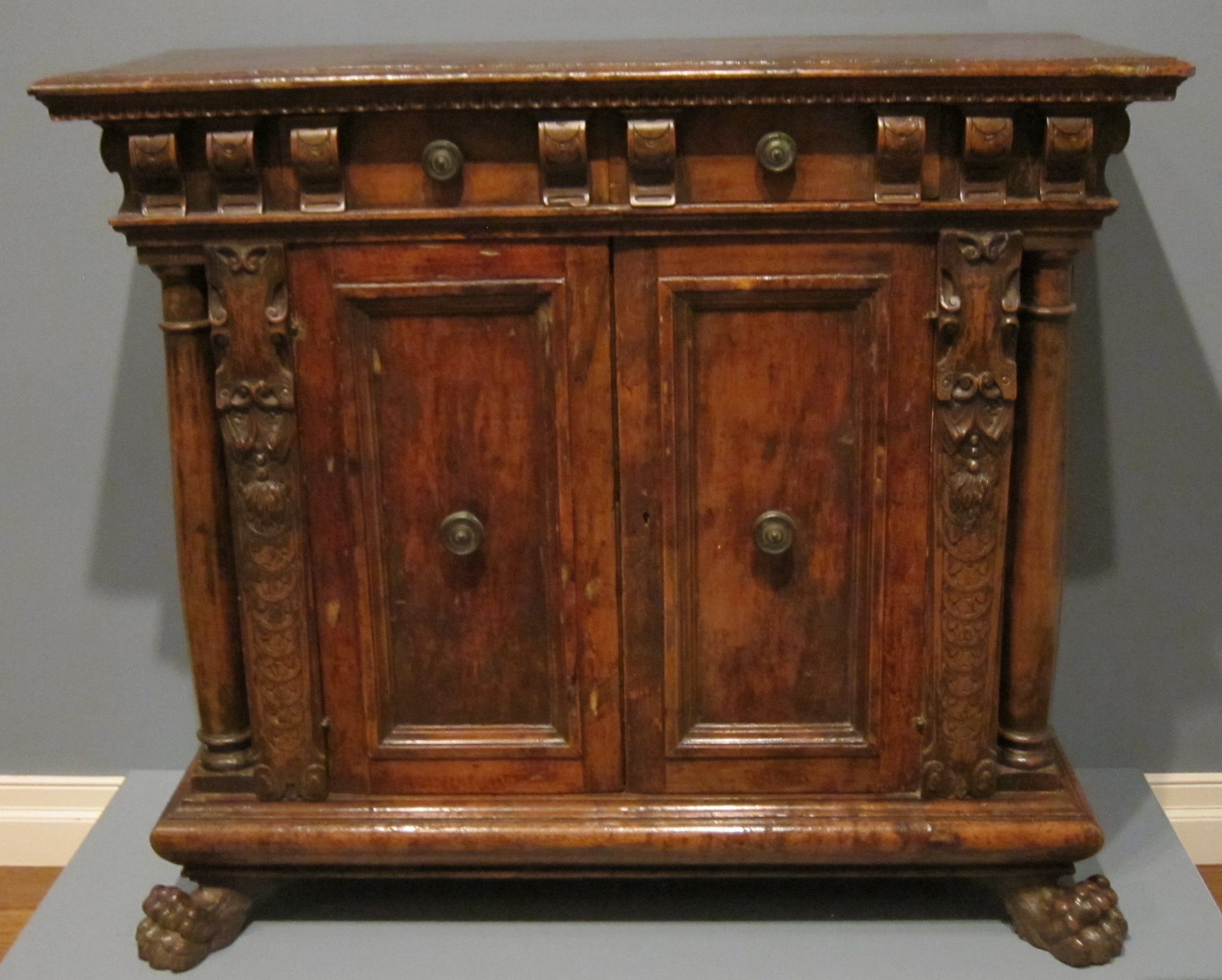
Креденца. Италия. XVI в.

Креде́нца  (итал. credenza — вера, доверие) — тип мебели позднего средневековья и эпохи Возрождения. Шкафчик с дверцами. Вначале предмет церковного обихода, шкаф для ритуальных принадлежностей.
По одной из версий, название мебели связано с обычаем дегустации еды и напитков слугой для хозяина с целью проверки на содержание яда. Слово «креденца» в таких случаях могло быть перенесено на помещение, где проходила подобная процедура, а затем и на мебель. Близкая разновидность креденцы — армариум (лат. armarium, от лат. armatura — вооружение; во Франции — армуар, в Италии: армадио) — шкаф для хранения оружия.
Из церковной мебели креденца была заимствована для светских интерьеров. Это был шкаф с двумя дверцами, вначале резного дерева, с рельефным орнаментом, а затем застеклёнными, с витражными стёклами, позднее с выдвижными ящиками под откидной доской, которую использовали для сервировки. Такие шкафчики устанавливали на кухне или в столовой для хранения посуды. Позднее название «креденца» вышло из употребления, вместо него стали использовать: дрессуар, поставец, сервант, буфет.